# Юніорський турнір ФІФА 1948
Юніорський турнір ФІФА 1948 — пройшов в Англії з 15 по 17 квітня.

## Учасники
- Австрія
- Бельгія
- Англія (господарі)
- Італія
- Нідерланди
- Північна Ірландія
- Ірландія
- Уельс

## Перший раунд
| 15 квітня 1948 |

| Англія | 4 – 0 | Уельс |
| ------ | ----- | ----- |
|        |       |       |

| КПР |

| 15 квітня 1948 |

| Бельгія | 8 – 1 | Північна Ірландія |
| ------- | ----- | ----------------- |
|         |       |                   |

| Крістал Пелес |

| 15 квітня 1948 |

| Нідерланди | 2 – 0 | Ірландія |
| ---------- | ----- | -------- |
|            |       |          |

| Вотфорд |

| 15 квітня 1948 |

| Італія | 2 – 0 | Австрія |
| ------ | ----- | ------- |
|        |       |         |

| Вест Гем Юнайтед |

## Півфінальний раунд 5— 8 місця
| 16 квітня 1948 |

| Ірландія | 1 – 0 | Австрія |
| -------- | ----- | ------- |
|          |       |         |

| Крістал Пелес |

| 16 квітня 1948 |

| Північна Ірландія | 4 – 1 | Уельс |
| ----------------- | ----- | ----- |
|                   |       |       |

| Вотфорд |

## Півфінали
| 16 квітня 1948 |

| Англія | 3 – 1 | Бельгія |
| ------ | ----- | ------- |
|        |       |         |

| Вест Гем Юнайтед |

| 16 квітня 1948 |

| Нідерланди | 2 – 1 | Італія |
| ---------- | ----- | ------ |
|            |       |        |

| КПР |

## Матч за 5-е місце
| 17 квітня 1948 |

| Ірландія | 3 – 2 | Північна Ірландія |
| -------- | ----- | ----------------- |
|          |       |                   |

| Тоттенгем Готспур |

## Матч за 3-є місце
| 17 квітня 1948 |

| Бельгія | 3 – 1 | Італія |
| ------- | ----- | ------ |
|         |       |        |

| Тоттенгем Готспур |

## Фінал
| 17 квітня 1948 |

| Англія | 3 – 2 | Нідерланди |
| ------ | ----- | ---------- |
|        |       |            |

| Тоттенгем Готспур |

| Чемпіон Європи 1948 |
| ------------------- |
| Англія 1-й титул    |